# Ито (род)
Род Ито (яп. 伊東 Ито:) — японский самурайский род, который вел своё происхождение от рода Кудо, восходившему к клану Фудзивара.

## История

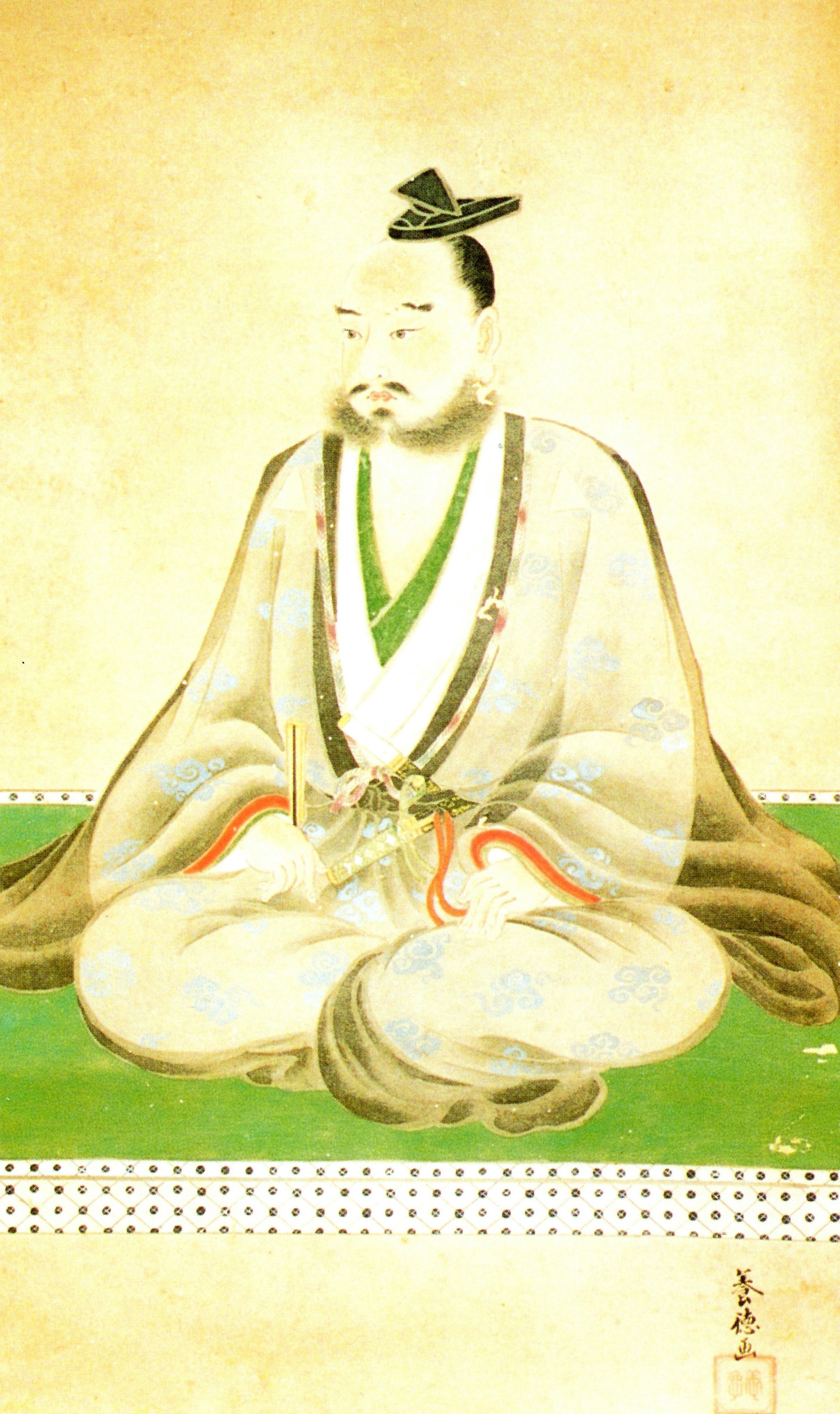
Ито Сукэтака (1559—1600), глава клана Ито, 1-й даймё Оби-хана (1587—1600)

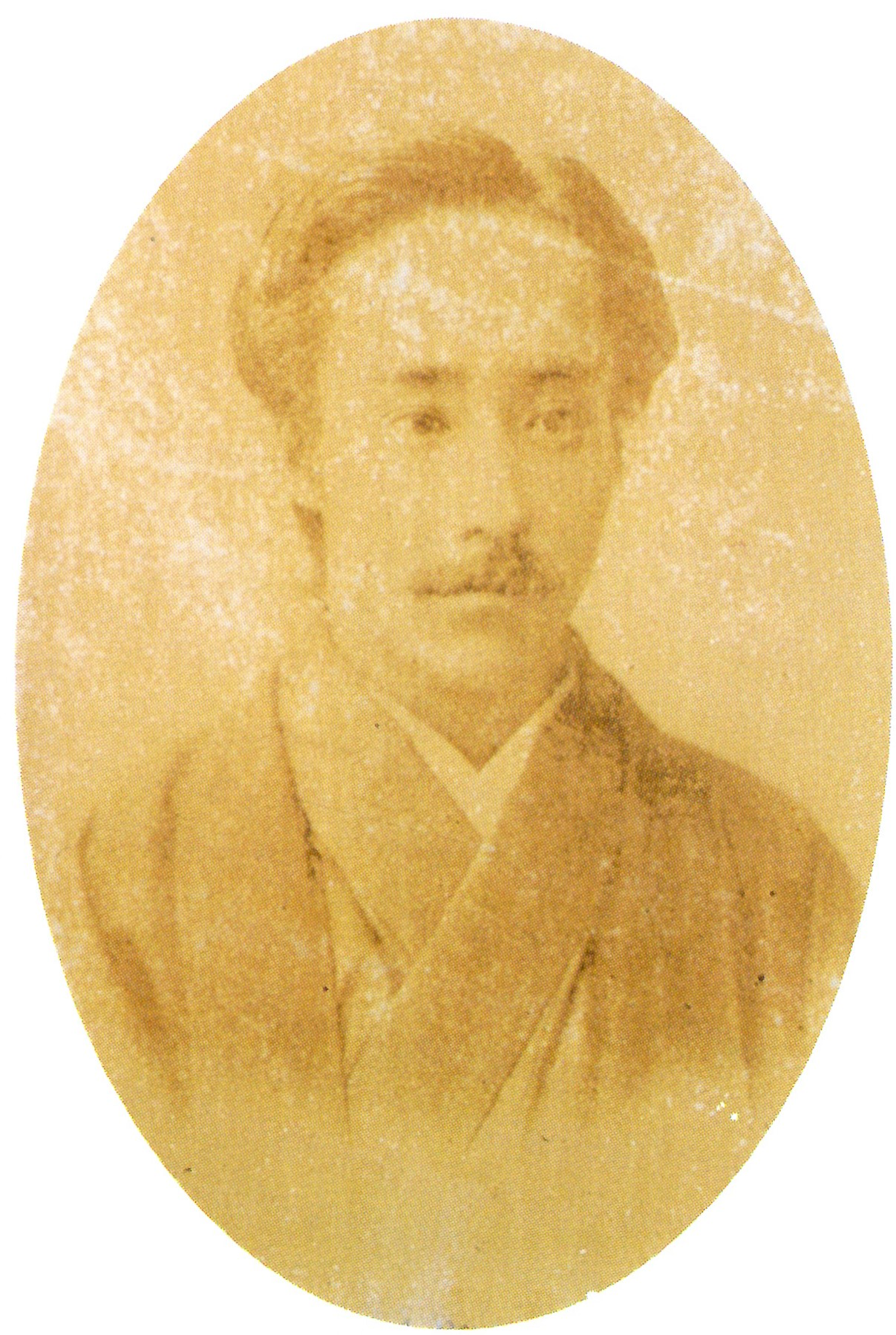
Ито Сукэёри (1855—1894), последний (14-й) даймё Оби-хана (1869—1871)

Родоначальником клана Ито считается Кудо Иэцугу, потомок Фудзивары Корэкими (727—789).
Ито Сукэтоки, сын Кудо Сукэцунэ, участвовал в инциденте с участием братьев Сога (Сога Моногатари) . Род Ито пользовался относительным влиянием в период Сэнгоку.
После смерти Сукэиэ в 1181 году Сукэтика унаследовал доме Кавадзу в провинции Идзу. Сукэцугу (дядя Сукэтики) назначил своего племянника опекуном своего сына Сукэцунэ, который возглавил домен Ито в провинции Идзу.
Ито Ёсисукэ (1512—1585), глава клана Ито, потомок Сукэцунэ, в 1533 году унаследовал домен Агата в провинции Хюга. Вел длительную борьбу с кланом Симадзу. В 1541 году одержал победу над Симадзу Ёсихиро, но война продолжалась. В 1568 году захватил замок Оби у Симадзу Ёсихиро, который в 1572 году отбил замок обратно. Во время осады Такабару в 1576 году Ёсисукэ потерпел поражение от Симадзу Ёсихисы, а через год, в 1577 году, потерпел окончательное поражение от клана Симадзу в битве при Тодзаки-Камия. Ито Ёсисукэ бежал в провинцию Бунго, обратившись за помощью к Отомо Сорину. Оттуда Ёсисукэ перебрался в Киото, где и скончался.
Его третий сын Ито Сукэтака (1541—1600), признал верховную власть Тоётоми Хидэёси и получил во владение домен в провинции Кавати. В 1587 году после военной кампании Тоётоми Хидэёси на острове Кюсю Ито Сукэтака получил в награду домен Оби-хан в провинции Хюга (50 000 коку). Ито Сукэёси (1588—1636), сын Сукэтаки, сражался в битве при Сэкигахаре в 1600 году. Его потомки управляли княжеством Оби в провинции Хюга до Реставрации Мэйдзи.
Младшая линия клана владела Окада-ханом в провинции Биттю (10 000 коку) с 1615 по 1871 год.
В период Сэнгоку главным соперником клана Ито был род Симадзу. Симадзу, которые объединили под своей властью провинции Сацума и Осуми, начали конфликтовать с кланом Ито в 1570 году. В 1578 году клан Ито потерпел окончательное поражение от Симадзу и лишился своих владений. Ито Ёсисукэ, глава клана, отправился в Киото, где обратился за помощью к фактическому правителю Японии Тоётоми Хидэёси. В 1587 году Тоётоми Хидэёси организовал военную кампанию против клана Симадзу на Кюсю и нанес ему полное поражение. Клан Ито получил во владение домен Ито-хан в провинции Хюга.
Граф Ито Сукэюки (1843—1914), японский адмирал, был представителем самурайского рода Ито.